# ساریمساک‌لی (قره‌تاش)
ساریمساک‌لی (به ترکی استانبولی: Sarımsaklı) یک منطقهٔ مسکونی در ترکیه است که در قره‌تاش (شهر) واقع شده‌است.